# Maurice Foulon
Maurice Foulon, né le 16 septembre 1886 à Pantin (Seine) et mort le 22 février 1968 à Paris (Seine), est un homme politique français

## Biographie
Maurice Eugène Foulon est le fils de François Joseph Foulon et Léonie Eugénie Fourès. Il épouse Louise Augustine Savoret le 10 janvier 1911 à Pantin, puis Germaine Marguerite Lachaume le 15 juillet 1954 à Paris 10e.
Il est député de la Seine de 1928 à 1936, sous-secrétaire d'État au Travail et à la Prévoyance sociale du 27 janvier 1931 au 20 février 1932 dans les gouvernements Pierre Laval (1), Pierre Laval (2), Pierre Laval (3) puis sous-secrétaire d'État à l'Intérieur du 20 février au 3 juin 1932 dans le gouvernement André Tardieu (3).

## Œuvres
- Les Pantinois sous l’Ancien Régime  (préf. Charles Auray), Paris, Éditions U. de Coster, 1925, 199 p., in-8°
- Le Vieil Aubervilliers avant 1789 : Notes d’histoire locale  (préf. Pierre Laval), Clermont-Ferrand, Éditions Mont-Louis, 1929, 242 p., in-8° — En collaboration avec Léo Demode. Une suite a paru en 1935 (voir plus bas).
- Eugène Varlin, relieur et membre de la Commune, Clermont-Ferrand, Éditions Mont-Louis, 1934, 245 p., in-8° — Portrait et fac-sim. h.-t.
- Aubervilliers sous la Révolution et l’Empire : Notes d’histoire locale  (préf. Pierre Laval), Clermont-Ferrand, Éditions Mont-Louis, 1935, 220 p., in-8° — En collaboration avec Léo Demode. Un premier volume a paru en 1929 (voir plus haut).
- Fernand Pelloutier, précurseur du syndicalisme fédéraliste, fondateur des Bourses du travail : le Livre du centenaire, Paris, La Ruche ouvrière, 1967, 190 p., in-16 — Contient en appendice : Lettre aux anarchistes, 12 décembre 1899, par Fernand Pelloutier.

## Sources
1. ↑  « Acte de naissance », sur Mnesys (consulté le 25 septembre 2024), p. 125

- « Maurice Foulon », dans le Dictionnaire des parlementaires français (1889-1940), sous la direction de Jean Jolly, PUF, 1960 [détail de l’édition]